# Франчолини, Джанни
Джанни Франчолини (итал. Gianni Franciolini; 1 июня 1910, Флоренция — 1 января 1960, Рим) — итальянский кинорежиссер и сценарист. С 1939 по 1959 год снял 19 фильмов.

## Биография
Родился 1 июня 1910 года во Флоренции. В 1929 году переехал в Париж для изучения журналистики. Там он вступил в контакт с художественным авангардом того времени, в частности с Юджином Десло. В течение этого времени он был помощником режиссера Жоржа Лакомба и снял документальный фильм «Vérité sur l'Italie». В 1938 году он вернулся в Италию, где сотрудничал как сценарист и помощник режиссера у Камилло Мастрочинкве и Марио Сольдати. В 1940 году дебютировал как режиссёр с фильмом «L'ispettore Vargas». В послевоенное время Франчолини специализировался на неореалистичных комедиях и жанровых фильмах, часто сотрудничая с Чезаре Дзаваттини. В 1956 году он выиграл премию «Давид ди Донателло» в номинации «лучший режиссер» за комедийно-драматический фильм «Римские рассказы».

## Фильмография
- 1939 — Verite sur l'Italie
- 1940 — L'ispettore Vargas
- 1942 — Фары в тумане / Fari nella nebbia
- 1942 — Giorni felici
- 1943 — Addio, amore!
- 1946 — Notte di tempesta
- 1948 — Влюбленные без любви / Amanti senza amore
- 1949 — Невеста не может ждать / Жена не может ждать / La sposa non puo attendere
- 1951 — Последняя встреча / Последнее заседание / Ultimo incontro
- 1952 — Доброе утро, слон / Buongiorno, elefante!
- 1953 — Il mondo le condanna
- 1953 — Мы – женщины / Siamo donne
- 1953 — Вилла Боргезе / Villa Borghese
- 1954 — Тайны алькова / Secrets d'alcove
- 1955 — Le signorine dello 04
- 1955 — Римские рассказы / Racconti romani
- 1956 — Peccato di castita
- 1958 — Летние рассказы / Racconti d'estate
- 1959 — Фердинанд I / Ferdinando I° re di Napoli